# HRK Karlovac
RK Karlovac je rukometni klub iz grada Karlovca. Sjedište kluba je Rakovac 1, Karlovac.
Nastao je fuzijom najuspješnijeg rukometnog kluba, RK Jugoturbine i RK Dubovca 1991. godine. Kako je početkom rata nastala Hrvatska rukometna liga tako se stvorila ideja o ulasku jedinstvene karlovačke momčadi u ligu. RK Jugoturbina je bila najstariji rukometni klub na području grada a ujedno i najuspješniji kako po rezultatima tako i po igračima koji su bili i u reprezentaciji i na njezinom tragu. 

## Poznati treneri
Rukometaše Karlovca je u jesensko-zimskom dijelu sezone 2007./2008. vodio poznati hrvatski reprezentativac Stjepan Obran.

## Sudjelovanja u europskih kupovima
Dosadašnja sudjelovanja:
- Kup gradova 1993./94., kad su došli do četvrzavršnice, ispali od TUSEM-a iz Essena
- Kup pobjednika kupova 1995./96.
- Kup EHF 1996./97.
- Kup pobjednika kupova 2007/.08.
- Challenge Cup 2008./09. i 2013./2014. ispali od Metaloplastike

## Športski uspjesi
- Nacionalni kup:
  - Finalist kupa Hrvatske: 1995., 1997., 2007.

## Poznati igrači
- Valner Franković
- Luka Cindrić
- Stipe Mandalinić
- Vuko Borozan
- Nikola Prce
- Jurica Lakić[3]

## Sezona 2014./2015.
Na kraju sezone 2013./2014. većina igrača je napustilo klub i krenulo se u stvaranje nove momčadi. U toj su sezoni igrali: Dominik Smojver, Matija Perajica, Renato Milovac, Tomislav Špruk, Luka Prezelj, Domagoj Smojver, Mateo Radočaj, David Vojak, Patrik Mrljak, Denis Karić, Hrvoje Capan, Karlo Capan, Tomislav Sudarić, Andrej Obranović, Ivan Šnajder, Ivan Bačić, Mateo Crnković, Dorian Blašković; trener Dinko Đanković, pomoćni trener Miodrag Višnić. Završili su na 8. mjestu i izborili Ligu za poredak.

## Sezona 2015./2016.
Otišao je Dinko Đanković, a momčad je preuzela Tatjana Rašić. Nastupili su: Denis Karić, Domagoj Smojver, Renato Milovac, Tomislav Špruk, David Vojak, Patrik Mrljak, Dorian Blašković, Andrija Vučić, Mateo Radočaj, Hrvoje Capan, Karlo Capan, Tomislav Sudarić, Ivan Šnajder, Ivan Bačić, Mateo Crnković, Ivan Rukavina, Mihael Janjanin, Luka Crnić, Antonio Glumac. Sezonu su završili na zadnjem mjestu i ispali.

## Sezona 2016./2017.
Nakon ispadanja iz Premijer lige momčad je nastavila natjecanje u 1. HRL Jug. Polusezonu su završili na 6. mjestu. Na zimu su se pojačali bivšim igračima Andrejom Obranovićem i Vladimirom Ostarčevićem. Igrali su: Andrej Obranović, Vladimir Ostarčević, Ivan Šnajder, Denis Karić, Ivan Bačić, Renato Milovac, Tomislav Sudarić, Tomislav Špruk, Mateo Radočaj, Antonio Glumac, Ivan Rukavina, Mihael Janjanin, Domagoj Smojver, Mateo Crnković, Ivica Frketić, Karlo Capan, Hrvoje Capan, Patrik Mrljak, Andrija Vučić, Dorian Blašković, Josip Paulić; trener Tatjana Rašić, pomoćni trener Miodrag Višnić. Vratili su se u Premijer ligu. Najbolji strijelac Andrej Obranović sa 106 postignutih pogodaka, a vratar Denis Karić je imao ukupno 245 obrana.

## Sezona 2017./2018.
Vratili su se u Premijer ligu. Nakon gostujuće utakmice protiv Dubrave u 10. kolu momčad je preuzeo bivši igrač Dragomir Požega i pomoćnik Ivan Pavlaković. Trenutno za momčad igraju: Patrik Mrljak, Tomislav Sudarić, Andrej Obranović, Ivan Šnajder, Ivan Rukavina, Mihael Janjanin, Dorian Blašković, Ivan Bačić, Karlo Capan, Hrvoje Capan, Ivica Frketić, Borna Hadrović, Mateo Crnković, Domagoj Smojver, Vladimir Ostarčević, Mateo Radočaj, Antonio Glumac, Renato Milovac. Trenutno je najbolji strijelac Andrej Obranović sa 60 pogodaka, a vratar Denis Karić ima ukupno 82 obrane.  